# Maniho otagoensis
Maniho otagoensis är en spindelart som beskrevs av Forster och Wilton 1973. Maniho otagoensis ingår i släktet Maniho och familjen Amphinectidae. Inga underarter finns listade i Catalogue of Life.